# Улица Барклая
У́лица Баркла́я (до 1962 — Фильское шоссе) — улица в Западном административном округе Москвы в районах Филёвский Парк и Дорогомилово. Проходит между Кутузовским проспектом и Новозаводской улицей.

## Происхождение названия
Получила название 11 августа 1962 года (с присоединением вновь возникшей улицы) в честь Михаила Богдановича Барклая де Толли (1761—1818) — генерал-фельдмаршала, военного министра, героя Отечественной войны 1812 года. Ранее называлась Фильское шоссе — по бывшему здесь подмосковному селу Фили и реке Фильке, на которой оно стояло. Данное название присутствует, например, на плане 1959 года, приложенном к краткому путеводителю по Москве И. К. Мячина (2-е издание).

## Описание
Проходит от Кутузовского проспекта, начинаясь у площади Победы, до Новозаводской улицы.
Справа примыкают улица Неверовского, Промышленный проезд и Багратионовский проезд, слева — тунель Маршала Гречко (напротив улицы Неверовского), улица Василисы Кожиной (напротив Промышленного проезда), Кастанаевская улица и улица Олеко Дундича.
Улица пересекает пути Смоленского направления Московской железной дороги (по мосту), а также Сеславинскую и Большую Филёвскую улицы. Нумерация домов начинается от площади Победы.
Начальный участок улицы (от площади Победы до улицы Неверовского) закрыт для проезда автотранспорта со стороны центра (одностороннее движение) — здесь располагается конечная остановка «Метро „Парк Победы“» (автобусные маршруты города Москвы №№ 239, 297, м2, автобусные маршруты Московской области №№ 301, 339, 442, 457).
В конце улицы Барклая после перекрёстка с Большой Филёвской улицей слева располагается центральный вход в парк культуры и отдыха «Филёвский парк», а справа — конечная остановка «Парк „Фили“» (автобусные маршруты города Москвы №№ 69, 116, 130, 178, 470, м7, с369).
Через туннель Маршала Гречко можно выехать на Кутузовский проспект в сторону центра.

## Здания и сооружения
По нечётной стороне:
- дом № 9/2 на пересечении с Кастанаевской улицей — Фольклорный центр «Москва» (бывший кинотеатр «Украина»). Архитектор Зоя Осиповна (Иосифовна) Брод, Александр Фёдорович Хряков (1968—1971). В 2002—2008 годах здание капитально перестроено (проект 2004 г., мастерская К. В. Сапричяна). Со стороны главного фасада пристроена полукруглая ротонда с фойе над входом[9]
- дома № 17, 19/21 (корп. 1 — корп. 4) — Жилые дома, арх. З. М. Розенфельд (1953). Квартал из четырёх корпусов, с выразительными фасадами, облицованными пустотелой «рустованной» керамикой, является типовым проектом жилого дома, разработанного архитектором З. М. Розенфельдом и очень схож с жилыми домами, выстроенными в районе Песчаных улиц, улиц Алабяна и Новозаводской, Старокаширского шоссе[10]

По чётной стороне:
- дом № 6 — Трубный завод. На территории завода в 1975 году установлен мемориал боевой славы воинам завода (скульптор Б. П. Головин, архитектор Ю. М. Родин)
- дом № 8 — ТК «Горбушка»
- дом № 18/19 корп. 2 (угол с Большой Филёвской улицей) — жилой дом в стиле постконструктивизм (1939)[11]

Улица заканчивается напротив территории Государственного космического научно-производственного центра имени М. В. Хруничева.

## Транспорт

### История
Раньше от Киевского вокзала вдоль Можайского шоссе и далее по улице Барклая до Новозаводской улицы проходили трамваи 30, 31, 42, обслуживаемые трамвайным депо им. Артамонова. На месте конечной остановки автобусов (около пересечения с Новозаводской улицей) было трамвайное разворотное кольцо. Постепенно трамвайные маршруты закрывались. Последним 2 октября 1962 года был закрыт трамвай № 31.

### Современность
В 2020—2022 годах была проведена реконструкция путепровода над путями Белорусского направления МЖД. На март этого года наброшены металлические балки основы дорожной плиты на новые опоры. Для пешеходов был смонтирован временный пешеходный мост; автомобильное движение было полностью перекрыто. Путепровод был открыт 27 декабря 2022 года.